# دياندري بمبري
دياندري بمبري (بالإنجليزية: DeAndre' Bembry)‏ مواليد 4 يوليو 1994 في تشارلوت، هو لاعب كرة سلة أمريكي. بدأ مسيرته الاحترافية في سنة 2016. تم اختياره من قبل فريق أتلانتا هوكس خلال الدرافت. يلعب مع أتلانتا هوكس في الرابطة الوطنية لكرة السلة. يحمل الرقم 95. يبلغ طوله 6 قدم 6 بوصة (2.0 م).

## روابط خارجية
- دياندري بمبري على موقع إن بي أي (الإنجليزية)
- دياندري بمبري على موقع سبورتس رفرنس (الإنجليزية)
- دياندري بمبري على موقع كرة السلة الأوروبية.كوم (الإنجليزية)
- دياندري بمبري على موقع DraftExpress.com (الإنجليزية)
- دياندري بمبري على موقع إي إس بي إن.كوم (الإنجليزية)
- دياندري بمبري على موقع كلية كرة السلة في سبورتس رفرنس.كوم (الإنجليزية)
- دياندري بمبري على موقع ريلجم (الإنجليزية)
- دياندري بمبري على موقع بروبوليرز (الإنجليزية)
- دياندري بمبري على موقع سبورتس رفرنس (الإنجليزية)